# Visualitzador flip-disc

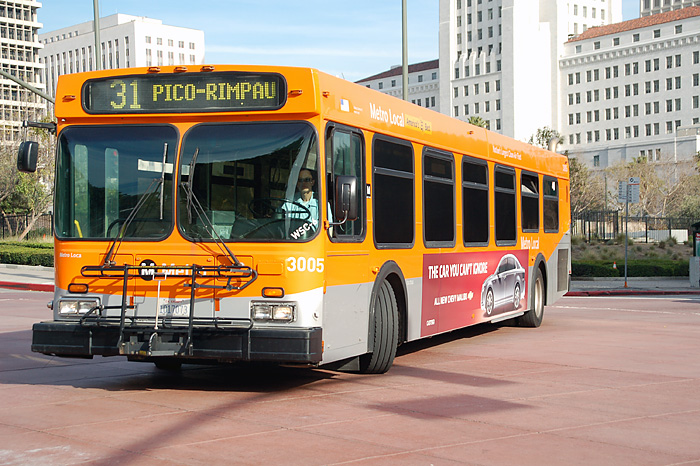
Autobús amb visualitzador flip-disc

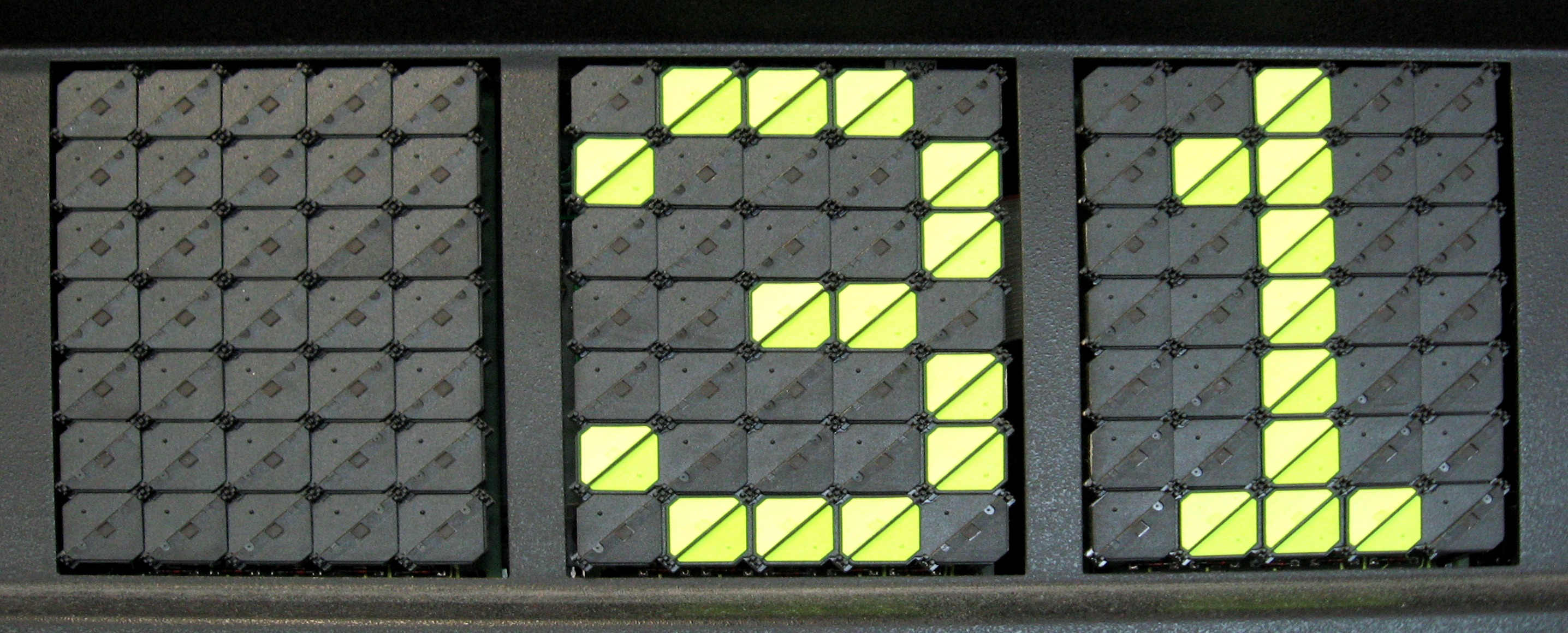
Visualitzador flip-disc

Un visualitzador flip-disc és un dispositiu d'informació (indicador electromecànic de tipus biestable), que fa servir el principi matricial de formació de la imatge. S'utilitza principalment en els vehicles de transport, en els panells dels aeroports, en les estacions de tren, en els estadis, les estacions de servei i en els indicadors d'autopistes.
Per a il·luminar-los de nit, es pot il·luminar tota la matriu, fent ús de tintes fluorescents o bé emprant una il·luminació amb LEDs. En aquest últim cas s'aplica la tensió al LEDs corresponent mitjançant un reed switch activat pel canvi de direcció del camp de l'imant permanent en canviar de cara (causat a l'aplicar l'impuls a l'electroimant).

## Construcció

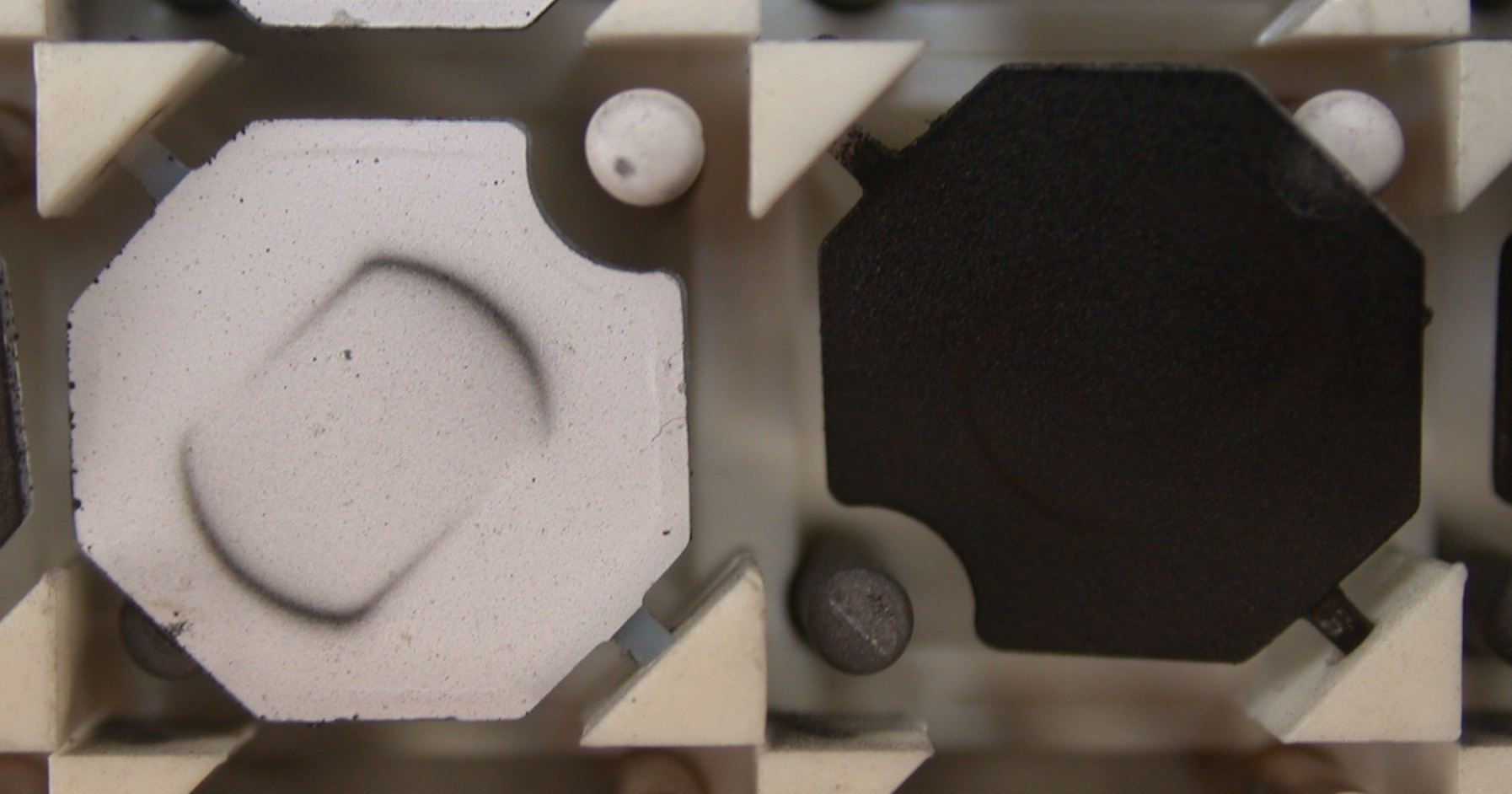
Interior d'una de les varietats de visualitzador flip-disc

El visualitzador flip-disc (disc solapable) es compon d'una retícula de petits discs de metall que són de color negre per un costat i d'un color brillant per l'altre (en general de color blanc o groc), tot muntat sobre un fons negre. Quan se li aplica una tensió, el disc gira sbre l'eix per mostrar l'altra banda. Un cop capgirat, el disc romandran en la mateixa posició (bi-estable) sense necessitar que s'hi apliqui cap voltatge.
El disc està unit a un eix que també porta un petit imant permanent. Col·locat a prop de l'imant hi ha un solenoide. Al aplicar un impuls elèctric a la bobina del solenoide amb la polaritat apropiada, l'imant permanent sobre l'eix s'alinea tot sol amb el camp magnètic, fent girar el disc solidari i que dant-se estable en aquesta posició.
Hi ha un altre sistema que utilitza un imant incorporat en el propi disc, amb dos solenoides separats disposats en els extrems d'ambdós costats per donar-li la volta. Quan el corrent és aplicat a un electroimant o l'altra, el disc gira cap el costat corresponent i un cop desactivat, el disc es queda fixa com havia quedat.

## Pros i contres

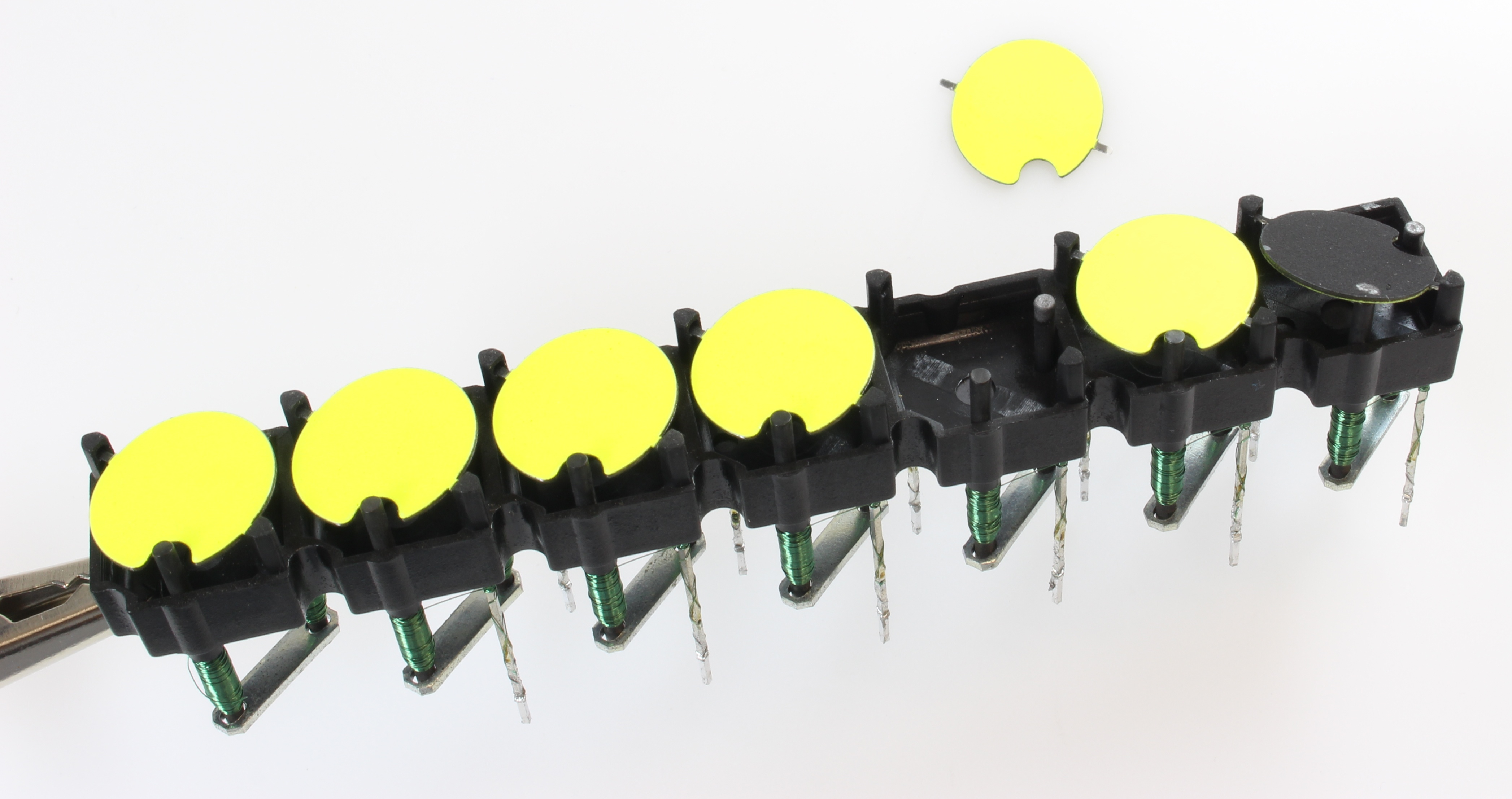
Estator amb els electroimants a la part inferior, amb els coixinets, l'eix de rotació i la placa suport.

### Avantatges[2]
- Baix consum d'energia: quan hi ha prou llum natural, ja que es consumeix energia només en el moment de la commutació
- Bona llegibilitat en entorns amb molta llum, perquè la pantalla es veu per la llum reflectida.

### Desavantatges[3]
- El temps de commutació relativament alt.
- En la commutació, quan canvia d'estat, genera molt poc soroll (que pot ser un avantatge, perquè no crida l'atenció en el moment d'actualització de la informació).
- Baixa fiabilitat a causa de la presència d'un gran nombre d'elements mecànics, que en particular és més gran que en els de segments mecànics.

## Aplicació

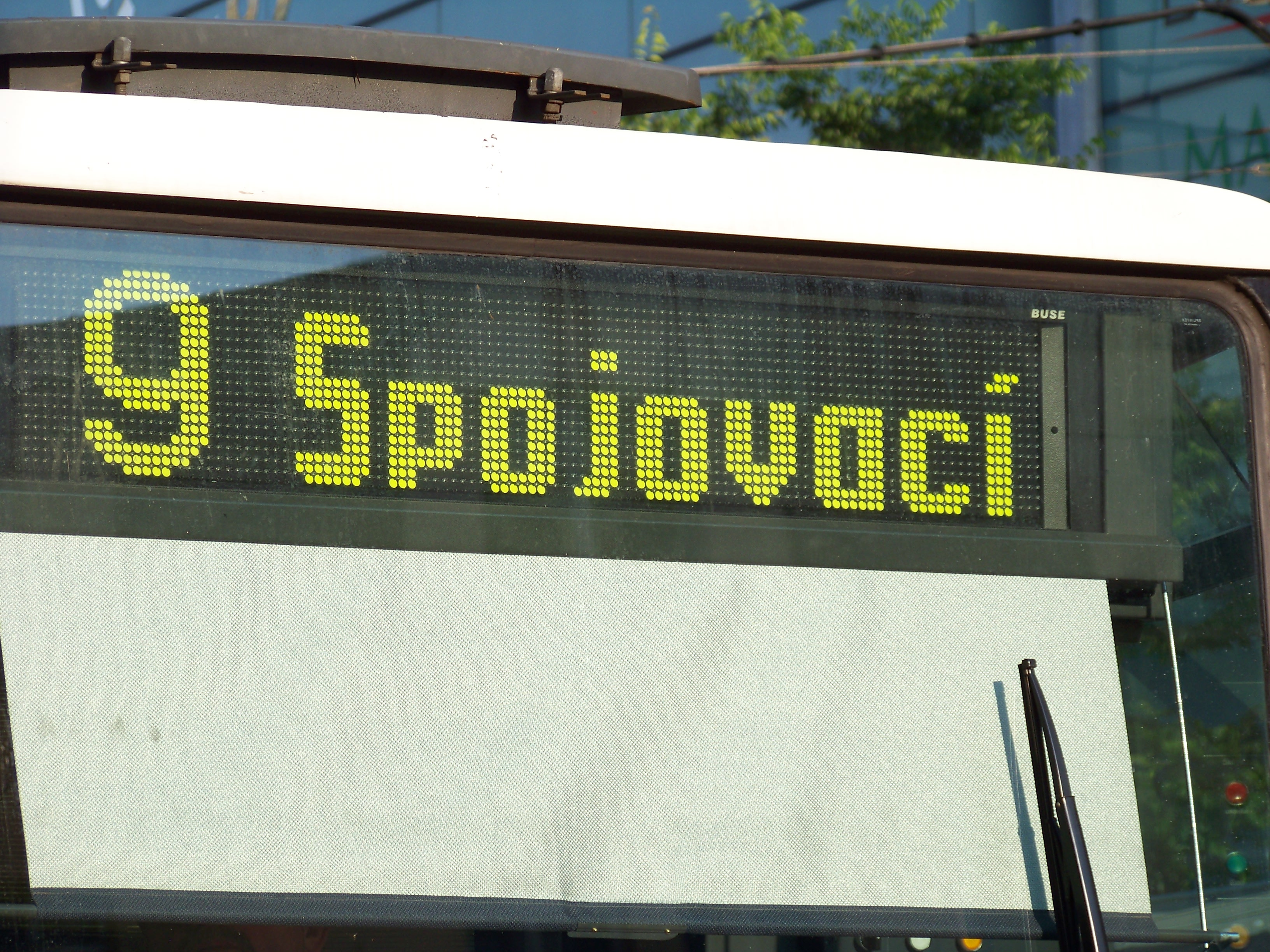
Destinació i número de línia a un transport públic (tramvia de Praga).
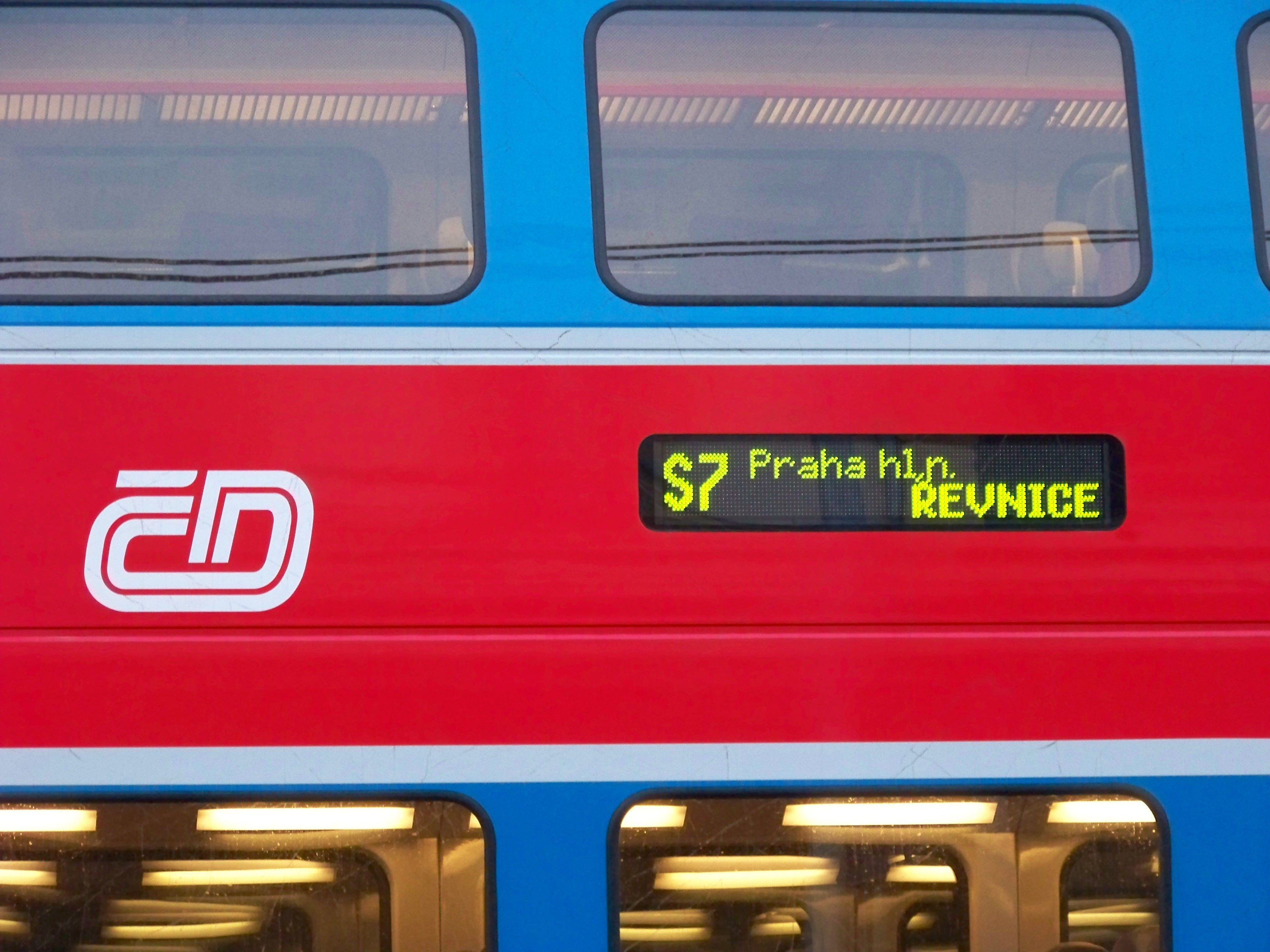
Destinació i número de línia a un transport públic (tren de suburbi a Prague).
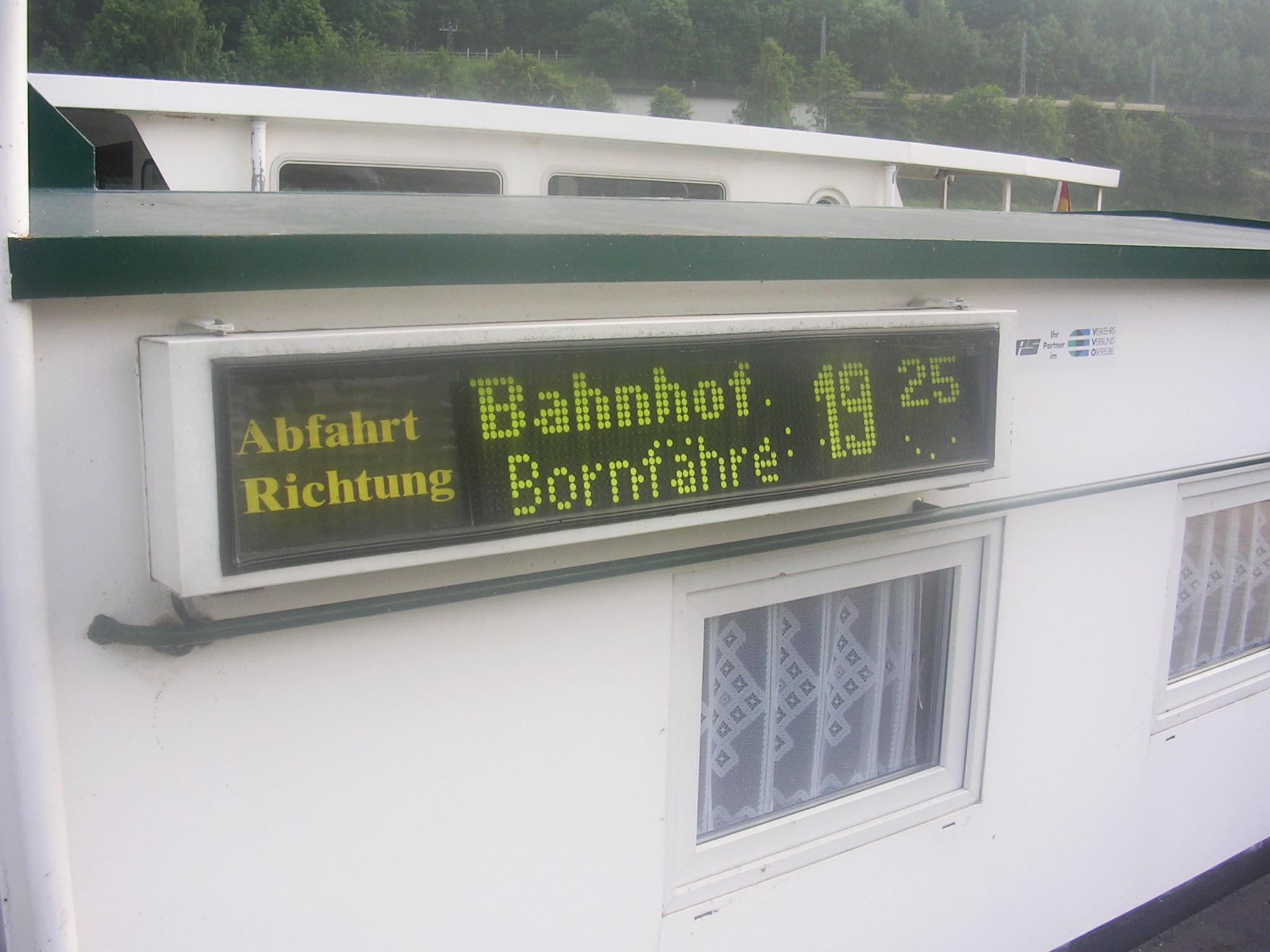
Marcador de les sortides a un transport públic (transbordador sobre el Elba a Bad Schandau).
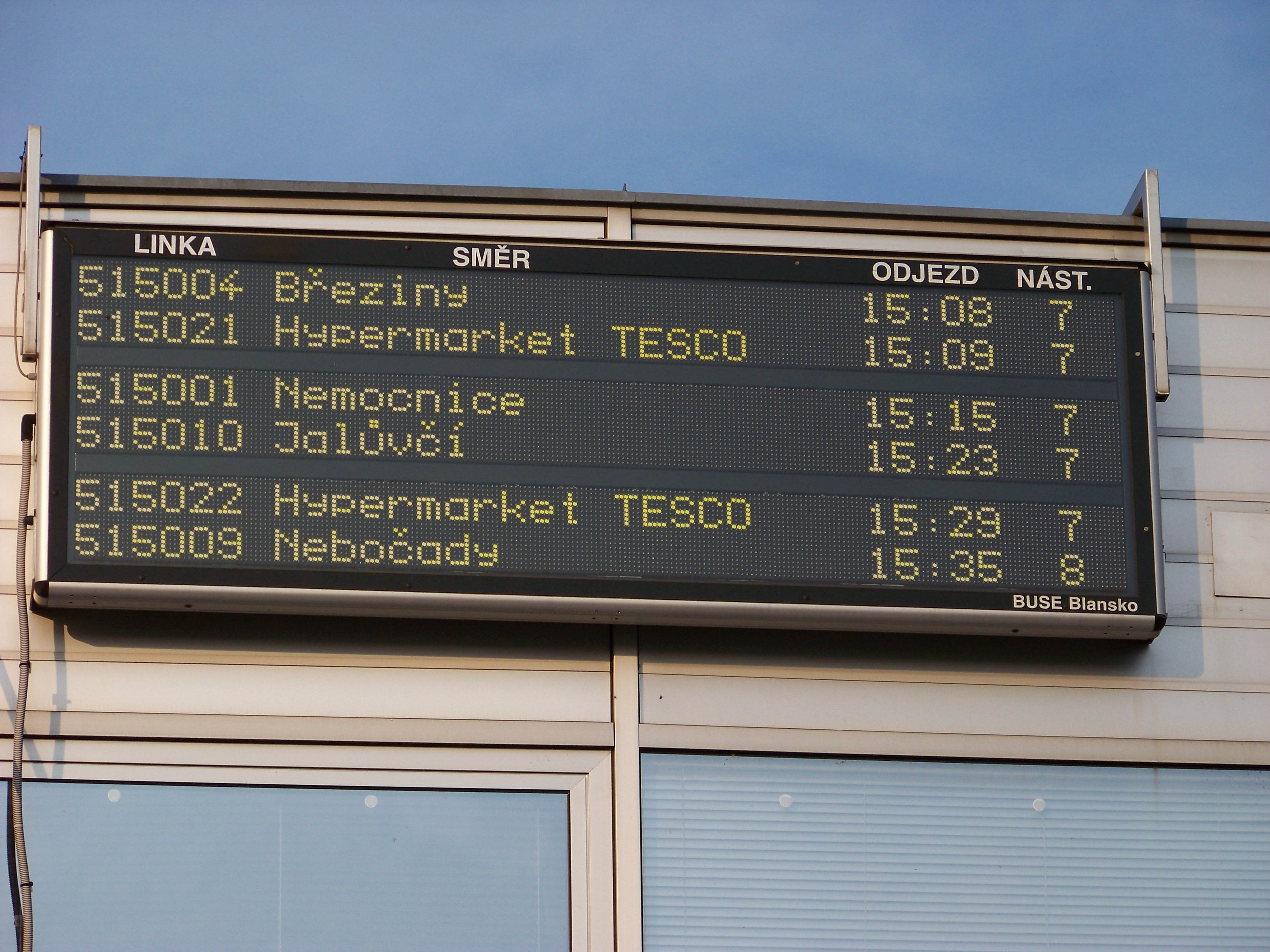
Marcador de les sortides a estacions i terminals (terminal de Děčín).
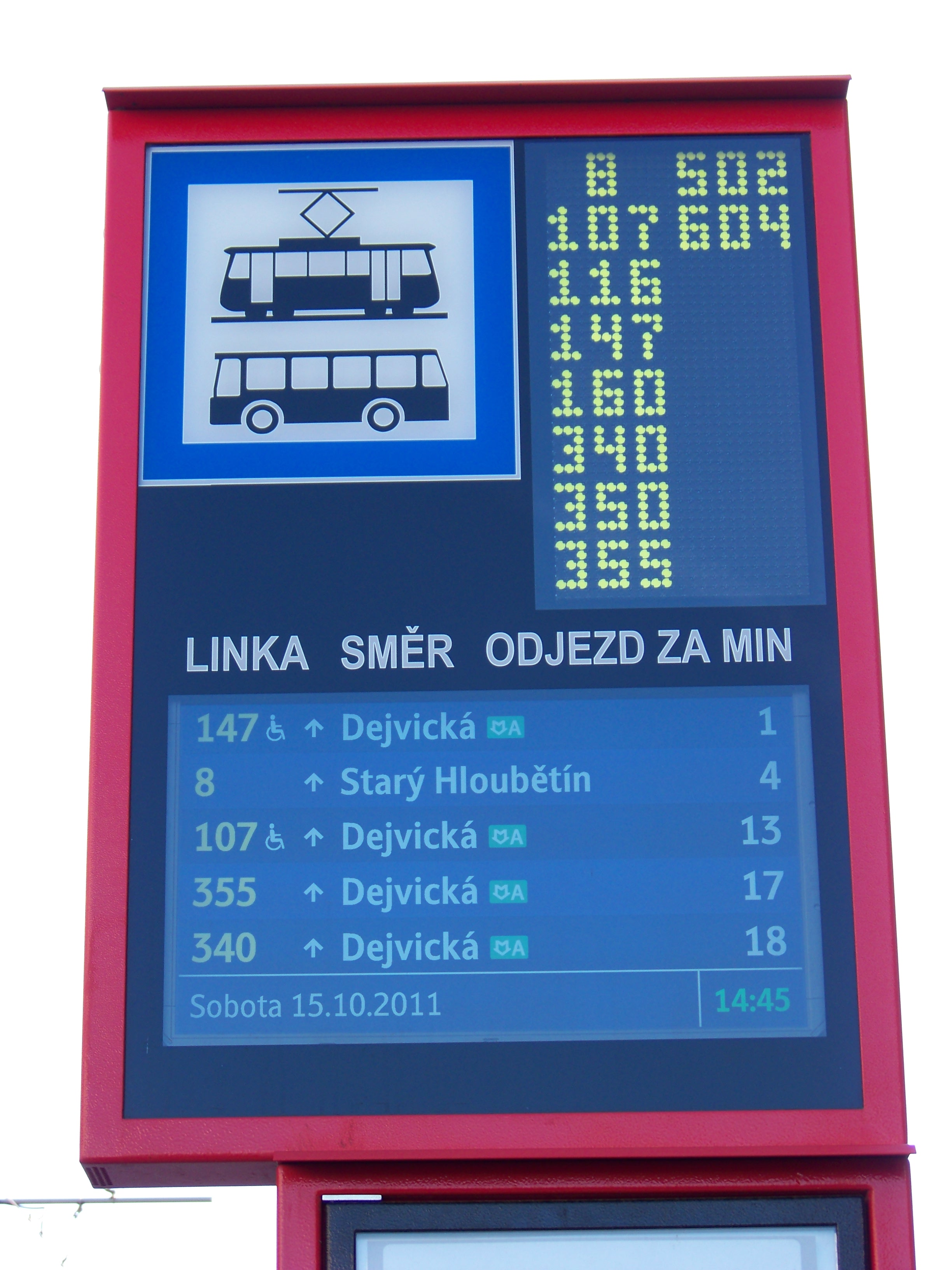
Marcador de les línies a les parades dels transports públic (Praga).
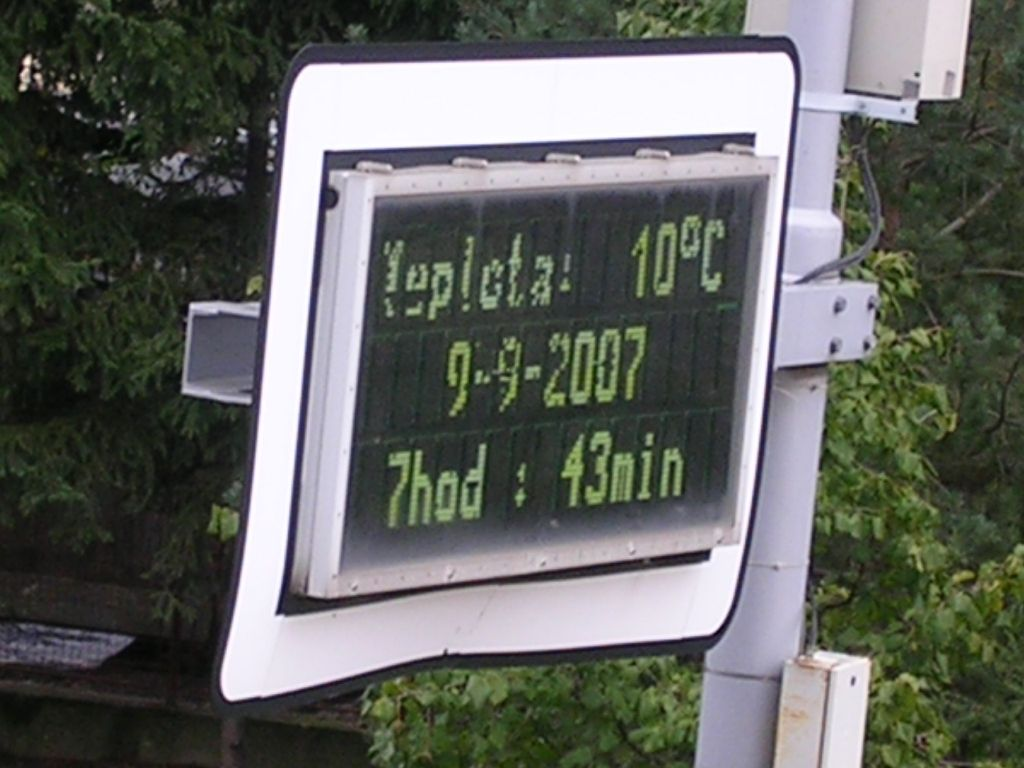
Informació viària (Praga).